# Бачманово (платформа)
Бачма́ново — остановочный пункт на неэлектрифицированной однопутной линии Голутвин — Озёры, являющейся тупиковым ответвлением от Рязанского направления Московской железной дороги. Расположена в Окском районе города Коломны Московской области.
На остановочном пункте имеется одна боковая платформа. Билетная касса отсутствует. На платформе установлено ограждение, имеются лавочки для ожидания поезда и расписание движения поездов по станции.
Осуществляется пересадка на трамвайную линию, остановка «Станкостроителей».